# Апейрофобия
Апейрофо́бия — это боязнь вечной жизни и/или бесконечности, а апейрофо́бом называют страдающего ею.
Апейрофоб также может бояться бесконечных пространств, огромных расстояний и чёрных дыр.

## Симптомы
К возможным симптомам относят:
- тревога при взгляде на что-то бесконечное;
- тревога при взгляде на чёрную дыру или мысли о ней[5];
- тревога при мысли о бесконечности Вселенной[1][5];
- беспокойство при мысли о концепции вечности[1][7];
- не состояние справиться с очень сильными эмоциями;
- мышечное напряжение, дрожь и потливость;
- могут возникать панические атаки;
- бессонница и/или депрессия[5].

## Возможные причины
Некоторые апейрофобы боятся, что на протяжении всей вечности рано или поздно наступит момент, когда они уже всё узнают и испытают; особенно, что это никогда не закончится, и они застрянут, «скучая в существовании».

### Лобная доля
Мартин Винер (англ. Martin Wiener) из Университета Джорджа Мейсона сказал The Atlantic, что лобная доля, предположительно отвечающая за долгосрочное планирование, развивается у человека одной из последних по мере взросления, и добавляет, что в подростковом возрасте у людей наступает момент осознания того, что когда-нибудь они станут взрослыми, и они начинают планировать свою жизнь наперёд. Но в случае веры в жизнь после смерти (и что она вечная) человек может прийти к осознанию того, что нельзя спланировать её навсегда. А это, предположительно, и вызывает апейрофобию.
Согласно этому предположению, апейрофобия в основном возникает у подростков.

### Теория управления страхом смерти
Есть люди, у которых апейрофобия возникла в доподростковом возрасте. В связи с этим Мартин Винер предположил, что причина возникновения апейрофобии также может быть связана с Теорией управления страхом смерти. По его словам, апейрофобия — тот же самый страх смерти, но проявляющийся по-другому.

## Лечение
Из возможных способов:
- когнитивно-поведенческая психотерапия — по словам The Atlantic, некоторые апейрофобы извлекли пользу из такого лечения[1];
- снижение стресса на основе осознанности;
- экспозиционная терапия;
- диалектическая поведенческая терапия;
- йога или медитация.

В некоторых источниках также предлагается нейролингвистическое программирование, считающееся лженаучным подходом.

## Упоминания
В XVII веке Блез Паскаль писал в «Мыслях»:
Рассматривая малую продолжительность своей жизни, поглощаемую предшествующей и последующею вечностью, незначительность занимаемого мною пространства, незаметно исчезающего в глазах моих среди необъятных пространств, невидимых ни мне, ни другим — я прихожу в ужас и изумление, почему мне нужно быть здесь, а не там, почему теперь, а не тогда! Кто поставил меня здесь? По чьему повелению и назначению определено мне это место и это время?